# Alliste
Alliste község (comune) Olaszország Puglia régiójában, Lecce megyében.

## Fekvése
Lecce városától délre, a Salentói-félsziget déli részén fekszik.

## Története
A települést a 9-10. században alapították Fellineből (ma Alliste frazionéja) származó menekültek, akiket a szaracén kalózok üldöztek el házaikból. A legendák szerint egy angyal szállt alá ezen a helyen és láthatatlanná tette a menekülőket, így megvédve őket a biztos haláltól. Első írásos említése 1275-ből származik. A következő századokban nemesi birtok volt. Önálló községgé 1806-ban vált, amikor a Nápolyi Királyságban felszámolták a feudalizmust. 

## Népessége
A népesség számának alakulása:

## Főbb látnivalói
- Palazzo Venneri
- San Quintino-templom - a 15. században épült, a későbbiekben barokkosították.
- San Leucio Martire-templom
- San Giuseppe-templom
- Beata Vergine Maria Immacolata-templom